# Marilyn Monroe
Marilyn Monroe, född Norma Jeane Mortenson (men med dopnamnet Norma Jeane Baker) den 1 juni 1926 i Los Angeles i Kalifornien, död 4 augusti 1962 i Brentwood i Los Angeles, var en amerikansk skådespelare, fotomodell och sångare. Monroe spelade ofta "blonda bombnedslag" i komedier och blev en av de mest populära sexsymbolerna under 1950-talet som har behållit sin ikonstatus inom populärkulturen.
Monroe föddes och växte upp i Los Angeles. Hon tillbringade större delen av sin barndom i fosterhem samt på ett barnhem och gifte sig vid 16 års ålder. Hon arbetade på en fabrik under andra världskriget när hon träffade en fotograf från First Motion Picture Unit och påbörjade därefter en framgångsrik karriär som pinuppmodell. Detta ledde till att hon kontrakterades av Twentieth Century-Fox (1946–1947) och Columbia Pictures (1948). Efter en räcka små filmroller skrev hon ett nytt avtal med Fox i slutet av 1950. Under de närmaste två åren blev hon en populär skådespelare och gjorde roller i flera komedier, däribland Plats för skratt (1951) och Föryngringsprofessorn (1952), samt i dramafilmer som Urladdning (1952) och Drama på hotell (1952).
År 1953 hade Monroe hunnit bli en av de största Hollywoodstjärnorna och spelade huvudroller i noirfilmen Niagara och komedier som Herrar föredrar blondiner och Hur man får en miljonär, vilka etablerade hennes image som "dum blondin". Samma år användes foton på henne både som mittuppslag och som omslag på första utgåvan av herrtidningen Playboy. Trots att hon spelade en stor roll både i skapandet och förvaltandet av sin offentliga persona under hela sin karriär blev hon besviken när hon typecastades. I början av 1954 stängdes hon under en period av då hon vägrat medverka i ett projekt, men återkom sedan för att spela huvudrollen i en av de största publiksuccéerna under hennes karriär, Flickan ovanpå (1955).
När filmbolag fortfarande var motvilliga att ändra Monroes kontrakt grundade hon ett eget produktionsbolag i slutet av 1954 som hon namngav Marilyn Monroe Productions (MMP). Hon ägnade 1955 åt att bygga upp sitt företag samt att studera metodskådespeleri på Actors Studio. Mot årets slut förnyade Fox hennes kontrakt, vilket gav henne större kontroll och högre lön. Hennes följande roller inkluderar en kritikerrosad insats i Bus Stop (1956) samt hennes produktionsbolags första egna produktion, Prinsen och balettflickan (1957). Monroe erhöll en Golden Globe för sin roll i I hetaste laget (1959), en succé såväl kommersiellt som bland kritiker. Monroes sista färdigställda film var dramat De missanpassade (1961), med manus av hennes make Arthur Miller.
Monroe avled den 5 augusti 1962 i sitt hem i Los Angeles efter en överdos av barbiturater. År 1999 rankades Marilyn Monroe som den sjätte största kvinnliga filmstjärnan genom tiderna av American Film Institute.

## Liv och karriär

### 1926–1943: Barndom och det första äktenskapet

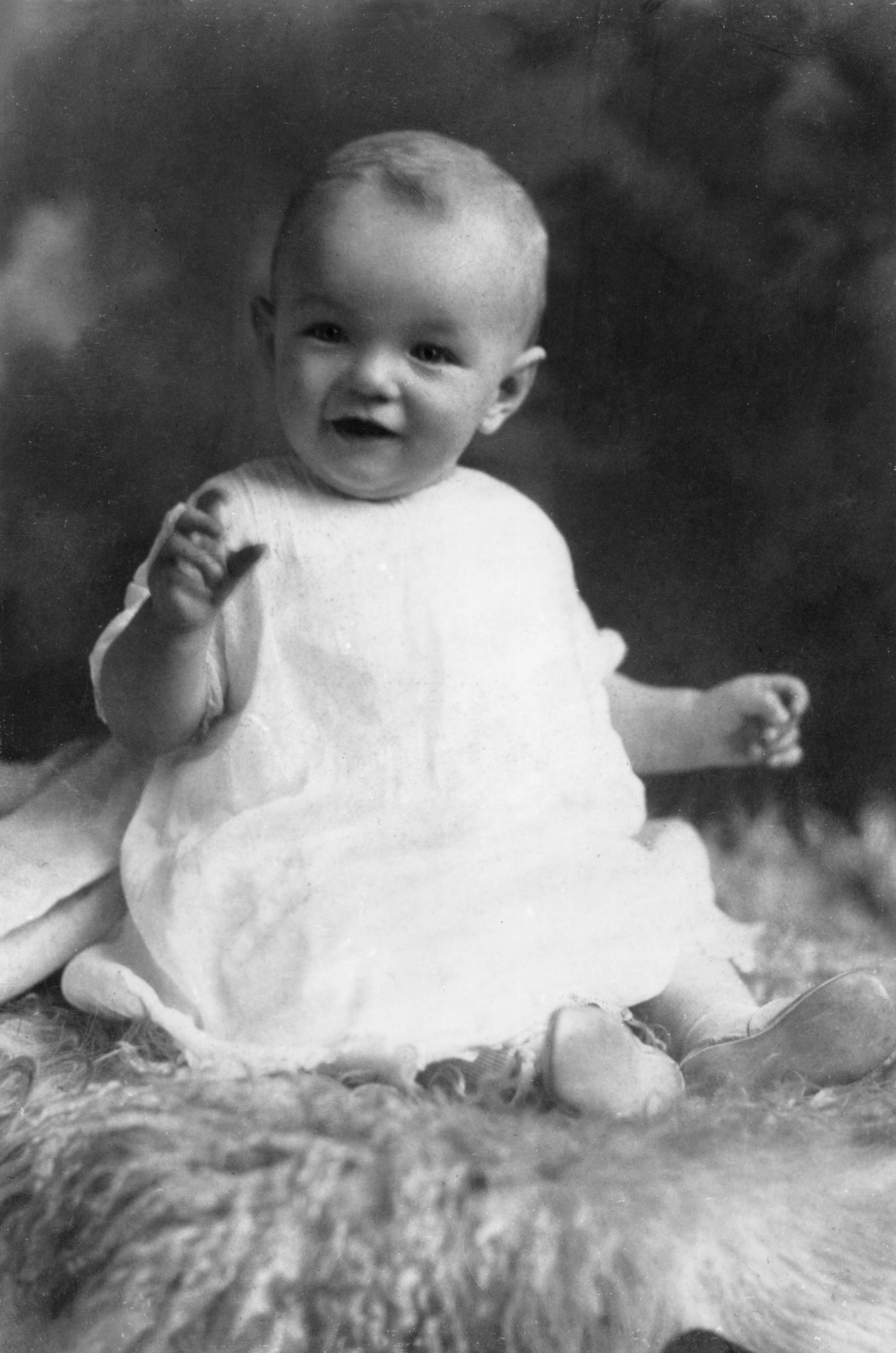
Monroe som spädbarn.

Hon föddes som Norma Jeane Mortenson i Los Angeles, USA den 1 juni 1926. Hennes mor, Gladys Pearl Baker (1902–1984), kom från en fattig familj som hade migrerat till Kalifornien från mellanvästern vid sekelskiftet. Vid 15 års ålder gifte sig Gladys med John Newton Baker, en man som var nio år äldre än hon själv. Hon fick två barn med honom, Robert (1917–1933) och Berniece (1919–2014). Paret skilde sig 1923 och Gladys fick ensam vårdnad om barnen, men Baker kidnappade barnen kort därefter och flyttade tillsammans med dem till Kentucky. Monroe visste inte att hon hade en syster förrän hon var 12 år och träffade henne för första gången som vuxen. Efter skilsmässan arbetade Gladys med att skära filmnegativ vid Consolidated Film Industries. 1924 gifte hon sig med Martin Edward Mortensen, men de separerade bara några månader senare och skilde sig 1928. Monroes far är okänd och hon använde ofta Baker som efternamn. På födelsebeviset står Martin Edward Mortenson, men sannolikt var det istället försäljaren Charles Stanley Gifford som var far till Monroe, en man som lämnade Gladys då hon berättade om graviditeten.
Trots att Gladys var mentalt och ekonomiskt oförberedd för ett barn, var Monroes tidiga barndom stabil och lycklig. Gladys placerade sin dotter hos de evangeliska kristna fosterföräldrarna Albert och Ida Bolender i landsbygden Hawthorne; hon bodde också där under de första sex månaderna, tills hon tvingades flytta på grund av arbete. Hon började sedan besöka sin dotter på helger.
Sommaren 1933 köpte Gladys ett litet hus i Hollywood med ett lån från Home Owners' Loan Corporation och tog med sig den då sjuåriga Monroe. De delade huset med de inneboende skådespelarna George och Maude Atkinson, samt deras dotter Nellie. I januari 1934 blev Gladys psykiskt sjuk och diagnostiserades med paranoid schizofreni. Efter att ha vilat i sitt hem under flera månader, blev hon inlagd på Metropolitan State Hospital i Norwalk. Hon tillbringade resten av sitt liv till och från sjukhus och var sällan i kontakt med Monroe. Monroe togs om hand av en av mammans vänner, Grace Goddard.
Under de kommande fyra åren förändrade Monroes livssituation ofta. De första 16 månaderna fortsatte hon att leva med Atkinsons och blev under denna period sexuellt utnyttjad. Hon hade alltid varit blyg, men började nu också stamma och blev mer tillbakadragen. Sommaren 1935 bodde hon under en kort period med Grace och hennes man Erwin "Doc" Goddard och två andra familjer, och i september placerades hon av Grace i barnhemmet Los Angeles Orphans Home. Barnhemmet var "en modellinstitution" och beskrevs positivt av hennes kamrater, men Monroe kände sig övergiven. Uppmuntrad av barnhemmet, som trodde att Monroe skulle vara lyckligare i en familj, blev Grace hennes juridiska vårdnadshavare 1936. Hon tog dock inte hem Monroe från hemmet förrän sommaren 1937.
När Grace Goddard gifte sig 1935 hamnade Marilyn Monroe på barnhem och så mycket som tolv olika fosterhem, där hon utsattes för övergrepp och försummelse. I september 1941 tog Grace henne tillbaka och Marilyn Monroe lärde då känna grannpojken James Dougherty, som skulle komma att bli hennes första make. Hon gifte sig med honom den 19 juni 1942, då hon var sexton år. Deras äktenskap varade i fyra år, till den 13 september 1946. Monroes andra vistelse hos Goddards varade bara några månader eftersom Doc antastade henne; hon bodde sedan korta perioder med sina släktingar och Graces vänner och släktingar i Los Angeles och Compton.
Monroe hittade ett mer permanent hem i september 1938, när hon började bo hos Graces moster, Ana Lower, i Sawtelle. Hon gick på Emerson Junior High School och gick varje vecka på kristna möten med Lower. Monroe var annars en medioker student, men utmärkte sig i skrift och bidrog till skoltidningen. Då Lower började få problem med hälsan återvände Monroe till Goddards i Van Nuys omkring början av 1941. Samma år började hon gå på Van Nuys High School.
År 1942 flyttade företaget som anställt Doc Goddard honom till West Virginia. Barnskyddslagar i Kalifornien förhindrade Goddards från att ta med sig Monroe från delstaten och hon stod inför att behöva återvända till barnhemmet. För att undgå barnhemmet gifte hon sig med grannarnas 21-åriga son, fabriksarbetaren James Dougherty, den 19 juni 1942, strax efter hennes 16-årsdag. Monroe lämnade därefter skolan och blev hemmafru. Hon upptäckte snart att hon och Dougherty inte klickade med varann och sade senare att hon "dog av tristess" under äktenskapet. 1943 tog Dougherty värvning i Merchant Marine och blev stationerad på Santa Catalina Island, dit Monroe flyttade med honom.

### 1944–1949: Modellande och de första filmrollerna
I april 1944 skickades Dougherty ut till Stilla havet, där han stannade under den större delen av de två kommande åren. Monroe flyttade in hos hans föräldrar och började arbeta på Radioplane Company, en ammunitionsfabrik i Van Nuys. I slutet av 1944 träffade hon fotografen David Conover, som hade skickats av den amerikanska arméns flygvapen till fabriken för att fota moralstärkande bilder av kvinnliga arbetare. Trots att inga av hennes bilder användes, slutade hon arbeta på fabriken i januari 1945 och började modellera för Conover och hans vänner. Trots sin utplacerade make flyttade hon på egen hand och undertecknade i augusti 1945 ett avtal med Blue Book Model Agency.
Som modell använde Monroe ibland namnet Jean Norman. Hon rätade ut sitt lockiga brunetta hår och färgade det blont för att göra sig mer användbar. Hennes figur ansågs vara mer lämpad för pinuppor än modemodellering, och hon förekom mest i reklam och herrtidningar. Enligt byråns ägare Emmeline Snively var Monroe en av dess mest ambitiösa och hårt arbetande modeller; i början av 1946 hade hon synts på 33 tidningsomslag för publikationer såsom Pageant, U.S. Camera, Laff och Peek.

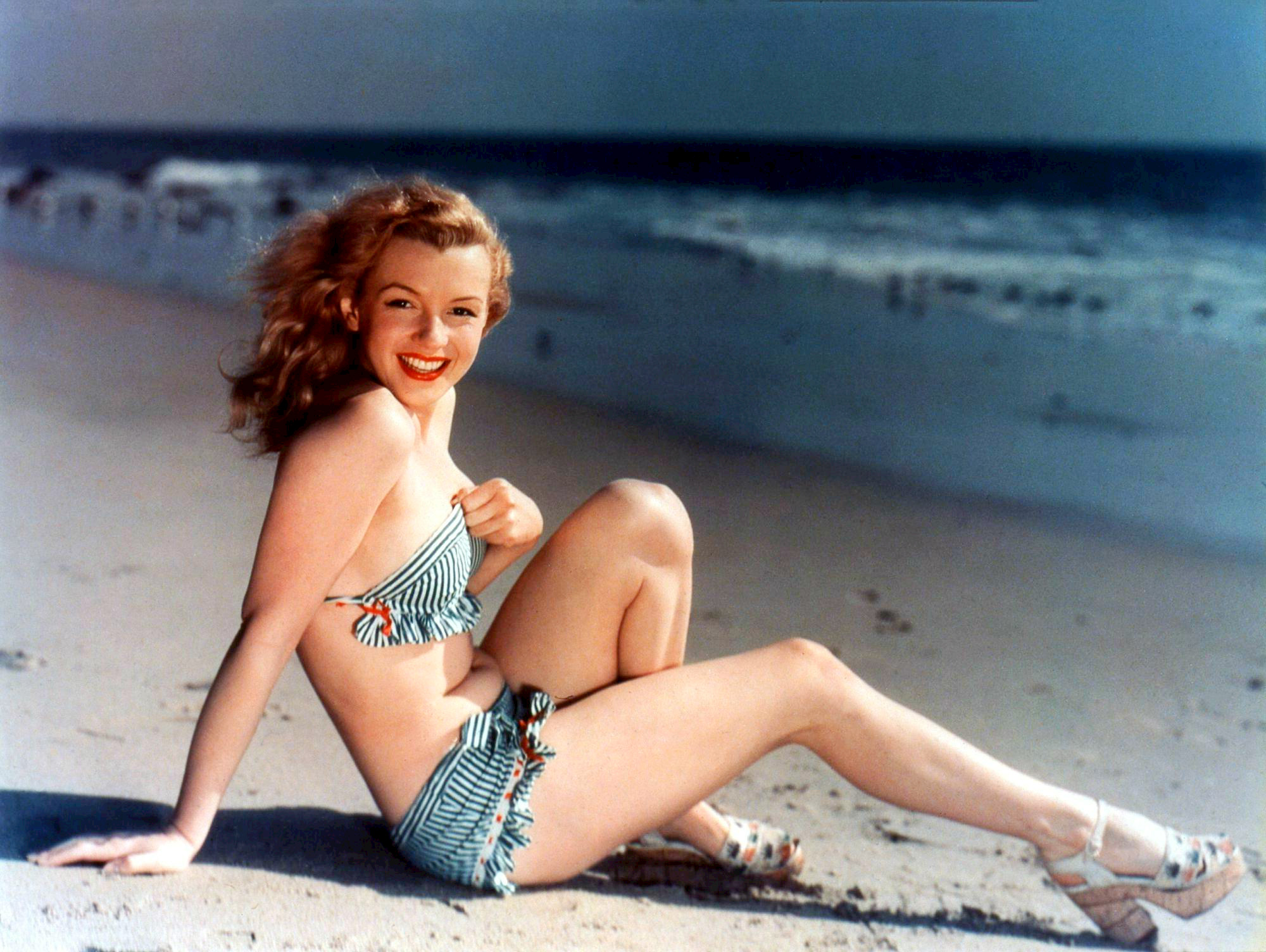
Monroe under sin karriär som modell.

Genom Snively undertecknade Monroe ett avtal med en skådespelarbyrå i juni 1946. Efter en misslyckad intervju med Paramount Pictures gjorde hon en provfilmning av 20th Century Fox-direktören Ben Lyon. Huvudchefen Darryl F. Zanuck var inte särskilt entusiastisk över det hela, men gav henne ett avtal över sex månader för att undvika att hon skulle skriva kontrakt med den rivaliserande studion RKO Pictures. Monroes kontrakt började i augusti 1946 och hon och Lyon valde artistnamnet "Marilyn Monroe". Förnamnet valdes av Lyon, som påmindes om Broadwaystjärnan Marilyn Miller; efternamnet var Monroes mammas flicknamn. I september 1946 skilde hon sig från Dougherty, som motsatte sig att hon gjorde karriär.
Monroe hade inga filmroller under det första halvåret och ägnade sig istället åt skådespel-, sång- och danslektioner. Hon var ivrig att lära sig mer om filmbranschen och tillbringade också mycket tid i studion för att observera andra som arbetade, samt för att marknadsföra sig själv. Hennes kontrakt förnyades i februari 1947 och hon fick sina första filmroller, småroller i Dangerous Years (1947) och Tjo, vad vi har livat! (1948). Studion registrerade henne också att delta i Actors' Laboratory Theatre, en skådespelarskola som undervisade i tekniker inom gruppteater; hon uttalade sig senare att det var "min första smak av vad verkligt skådespelande i ett riktigt drama kunde vara, och jag var fast". Trots hennes entusiasm tyckte hennes lärare att hon var för blyg och osäker för att ha en framtid som skådespelare, och i augusti 1947 förlängdes inte Monroes kontrakt med Fox. Hon återgick till att jobba som modell medan hon också utförde enstaka jobb på filmstudior, som att till exempel dansa bakom kulisserna i musikaluppsättningar.
Monroe var fast besluten att slå igenom som skådespelerska och fortsatte att studera på Actors' Lab. I oktober 1947 framträdde hon som en blond förförerska i pjäsen Glamour Preferred på Bliss-Hayden Theatre, men den slutade efter bara några få föreställningar. För att marknadsföra sig själv besökte hon kontor hos producenter, blev vän med skvallerkolumnisten Sidney Skolsky och underhöll inflytelserika manliga gäster på studiomöten, något hon hade börjat med på Fox. Hon blev också vän och tillfällig sexpartner med Fox-chefen Joseph M. Schenck, som övertalade sin vän Harry Cohn, chef för Columbia Pictures, att skriva kontrakt med henne i mars 1948.
Under tiden hos Fox fick Monroe roller som "girl next door", medan hon på Columbia modellerades efter Rita Hayworth. Man höjde hennes hårfäste och hennes hår blektes platinablont. Hon började också arbeta med bolagets ledande dramacoach, Natasha Lytess, som kom att förbli hennes mentor fram till 1955. Hennes enda film för bolaget var lågbudgetmusikalen Ladies of the Chorus (1948), där hon fick sin första huvudroll som en körflicka som uppvaktas av en rik man. Hon provspelade också för huvudrollen i Född i går (1950), men när hennes avtal löpte ut i september 1948 förlängdes det inte. Ladies of the Chorus gavs ut månaden därpå men blev inte någon succé.
Monroe blev sedan Johnny Hydes protegé. Hyde var vice president för William Morris Agency. Deras förhållande blev snart sexuell och han friade, men Monroe vägrade. Han betalade för att Monroe skulle få plastikkirurgi på hennes käke och eventuellt en näsplastik, och ordnade så att hon fick en liten roll i Bröderna Marx film Sardinmysteriet (1950). Hon medverkade också på den följande promotionturnén i New York 1949. Under tiden fortsatte Monroe som modell. Hon dök upp i reklam för ölen Pabst och poserade i konstnärliga nakenbilder för John Baumgarth-kalendrar (med namnet 'Mona Monroe'); båda sessionerna fotades av Tom Kelley. Monroe hade tidigare poserat halvnaken eller klädd i bikini för andra fotografer såsom Earl Moran och kände sig bekväm att vara naken. Baumgarth var initialt inte nöjd med fotona, men publicerade en av dem 1950; Monroe identifierades inte offentligt som modellen på fotot förrän 1952. Även om hon då hävdade att hon motvilligt hade poserat naken på grund av sin ekonomiska situation, har biograferna Spoto och Banner sagt att hon inte var pressad (även om hon enligt Banner, till en början var tveksam till att ta fotona på grund av sina ambitioner om bli filmstjärna) och att hon betraktade fotosessionen som ett vanligt arbetsuppdrag.

### 1950–1952: Genombrottsår

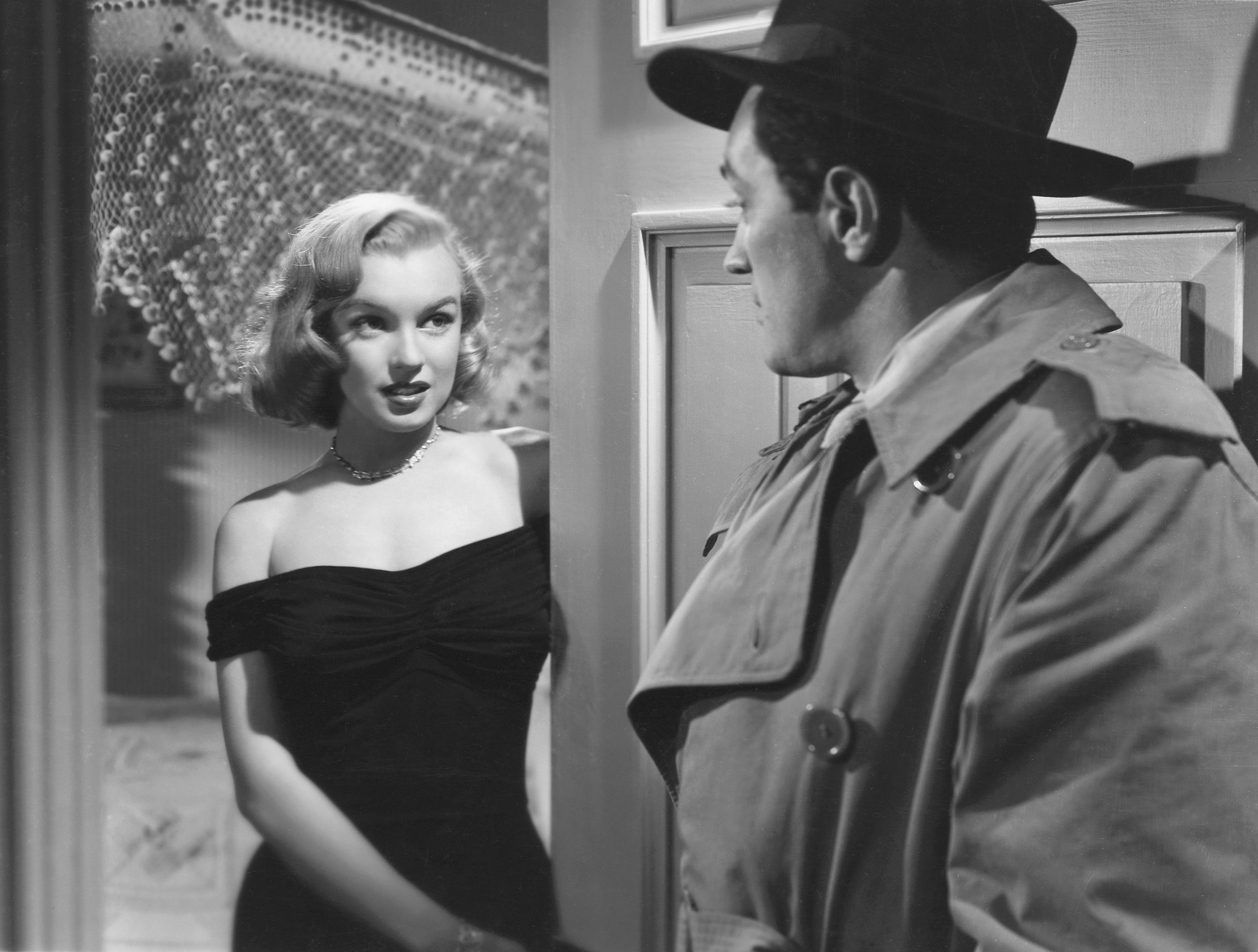
Monroe i I asfaltens djungel (1950).

År 1950 hade Monroe småroller i filmerna Sardinmysteriet, Vilda takter i Tomahawk, Sista ronden och Johnny gör sensation. Hon dök också upp i mindre stödroller i två kritikerrosade filmer: Joseph Mankiewiczs drama Allt om Eva och John Hustons kriminalfilm I asfaltens djungel. Trots att hon endast medverkade i några minuter i den senare fick hon ett omnämnande i filmtidningen Photoplay och enligt biografen Donald Spoto gick Monroe under den här perioden "från filmmodell till seriös skådespelerska". Bara dagar innan han dog av en hjärtattack, förhandlade Hyde i december 1950 fram ett sjuårsavtal för Monroe med 20th Century Fox.
Det nya kontraktet gav Monroe mer publicitet, och hon hade stödroller i fyra lågbudgetfilmer 1951: i MGM-dramat Home Town Story, och i tre måttligt framgångsrika komedier för Fox, Plats för skratt, Love Nest och Gift dej mamma. Enligt Spoto presenterades hon i alla fyra filmer "i huvudsak [som] en sexig prydnad", men hon fick beröm av några kritiker: Bosley Crowther från The New York Times beskrev henne som "superb" i Plats för skratt och Ezra Goodman från Los Angeles Daily News kallade henne "en av de ljusaste uppåtgående [skådespelerskorna]" för sin insats i Love Nest. Hennes popularitet bland allmänheten växte också: hon fick flera tusen fanbrev i veckan och utsågs till "Miss Cheesecake of 1951" av armétidningen Stars and Stripes, vilket återspeglade soldaternas preferenser under Koreakriget. I februari 1952 emottog Monroe en utmärkelse från Hollywood Foreign Press Association. Privat hade Monroe en kort relation med regissören Elia Kazan och dejtade kort också flera andra män, inklusive regissören Nicholas Ray och skådespelarna Yul Brynner och Peter Lawford. I början av 1952 påbörjade hon en väl publicerad romans med New York Yankees förra basebollstjärna Joe DiMaggio, en av den tidens mest berömda sportpersonligheter.

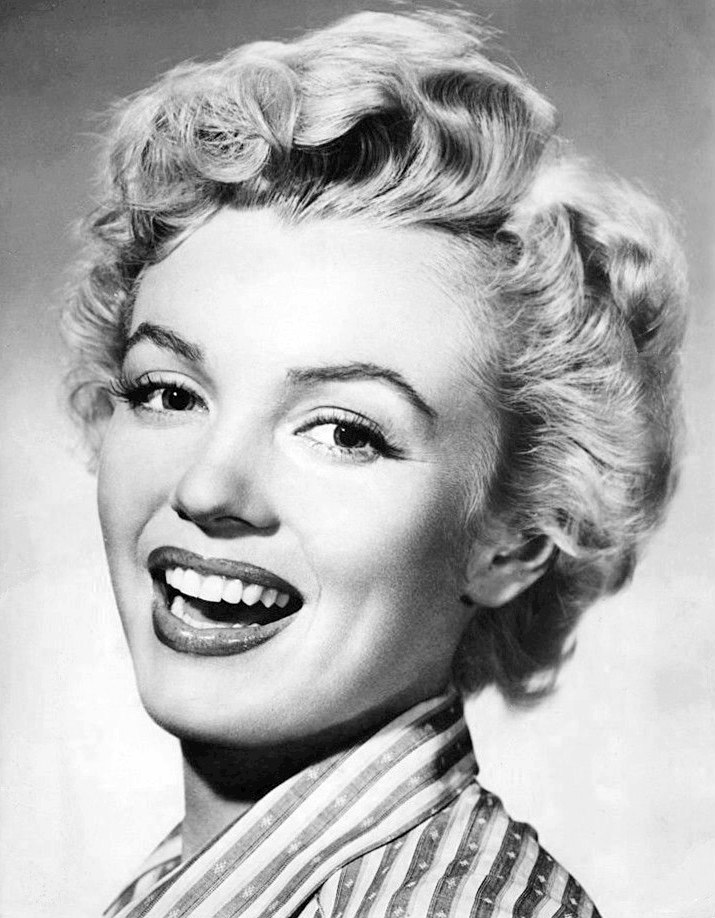
Monroe i Urladdning (1952).

Monroe var involverad i en skandal i mars 1952, när hon avslöjade att hon hade poserat för nakenbilder 1949, som nu återfanns i en kalender. Produktionsbolaget hade fått kännedom om fotona och det gick rykten i allmänheten om att Monroe var modellen på bilderna några veckor innan. Bolaget beslutade tillsammans med Monroe, för att undvika att skada hennes karriär, att det var bäst att erkänna fotona samtidigt som hon betonade att hon hade varit pank vid den tidpunkten. Strategin gjorde att hon fick sympati från allmänheten och det ökade också intresset för hennes filmer, som hon nu fick ledande roller i. I kölvattnet av skandalen återfanns Monroe på omslaget till Life som "Talk of Hollywood" och skvallerkolumnisten Hedda Hopper förklarade henne som "cheesecake queen" som förvandlats till "box office smash". För att dra nytta av Monroes popularitet gav Fox ut tre av Monroes filmer kort därpå: Urladdning, Drama på hotell och Vi är inte gifta!
Trots sin nyvunna popularitet som sexsymbol ville Monroe också visa mer av sitt skådespel. Hon hade börjat ta skådespelarkurser med Michael Chekhov och mimartisten Lotte Goslar strax efter att avtalet med Fox påbörjats, och i Urladdning och Drama på hotell fick hon visas upp i mer nyanserade roller. I den förstnämnda, ett drama med Barbara Stanwyck i huvudrollen och regisserad av Fritz Lang, spelade hon en kvinna som arbetade på en fiskeindustri; för att förbereda för rollen tillbringade hon tid på en fiskefabrik i Monterey. Hon fick positiv kritik för denna insats: The Hollywood Reporter uppgav att "hon förtjänar huvudrollsstatus med sin utmärkta tolkning", och Variety skrev att hon "levererar enkelt vilket gör att hon befäster sin popularitet". Den senare var en thriller där Monroe spelade huvudrollen som en mentalt störd barnvakt och som Zanuck brukade för att sätta hennes förmåga i en tyngre dramatisk roll på prov. Filmen fick blandad kritik, där Crowther ansåg att hon var för oerfaren för den svåra rollen och där Variety skyllde på manuset för filmens problem.
I Monroes tre andra filmer från 1952 blev hon fortsatt kvar i sitt rollfack med komiska roller som fokuserade på hennes sexuella dragningskraft. I Vi är inte gifta! skapades hennes roll som en tävlande i skönhetstävlingar enbart för att "presentera Marilyn i två baddräkter", enligt manusförfattaren Nunnally Johnson. I Howard Hawks Föryngringsprofessorn, där hon agerade mot Cary Grant, spelade hon en sekreterare som är en "dum, barnslig blondin, oskyldigt omedveten om det förödelse som hennes sexighet orsakar omkring henne". I Henry Kosters Livets glada karusell hade hon en mindre roll som sexarbetare. Monroes rykte som en ny sexsymbol ökade det året med reklamstunt: hon bar en avslöjande klänning vid en Miss America-parad och berättade för skvallerkolumnisten Earl Wilson att hon vanligtvis inte bar några underkläder. I slutet av året utsåg skvallerjournalisten Florabel Muir Monroe till 1952 års "It girl".
Under denna period fick Monroe ett rykte att vara svår att arbeta med, vilket kom att förvärras i takt med att hennes karriär fortskred. Hon var ofta sen eller kom inte alls, glömde bort sina repliker, och krävde flera omtagningar innan hon var nöjd med sin prestation. Hennes beroende av sina skådespelarcoacher - Natasha Lytess och senare Paula Strasberg - var också irriterade för regissörer. Monroes problem har tillskrivits en kombination av perfektionism, låg självkänsla och scenskräck. Hon ogillade sin brist på kontroll på filminspelningar och upplevde aldrig liknande problem under fotosessioner, där hon hade mer att säga till om och kunde vara mer spontan i kontrast till att behöva följa ett manus. För att lindra sin ångest och kroniska sömnlöshet började hon använda barbiturater, amfetaminer och alkohol, vilket förvärrade hennes problem, även om hon inte blev svårt beroende förrän 1956. Enligt Sarah Churchwell var en del av Monroes beteende, särskilt senare i hennes karriär, också som ett svar på nedlåtenhet och sexism från hennes manliga skådespelarkollegor och regissörer. På ett liknande sätt har biografen Lois Banner uttalat att hon blev mobbad av många av sina regissörer.

### 1953: Monroe når stjärnstatus
Monroe agerade i tre filmer som gavs ut 1953 och blev snabbt en stor sexsymbol och en av Hollywoods största stjärnor. Den första var Technicolorfilmen Niagara, som är en noirfilm. Där spelade hon en femme fatale som planerade att mörda sin man, spelad av Joseph Cotten. Vid denna tidpunkt hade Monroe och hennes sminkör Allan "Whitey" Snyder utvecklat hennes "varumärkesutseende": mörka välvda ögonbryn, blek hud, "glänsande" röda läppar samt ett skönhetsmärke. Enligt Sarah Churchwell var Niagara en av de mest öppet sexuella filmerna i Monroes karriär. I vissa scener täcktes Monroes kropp endast av ett lakan eller en handduk, vilket av den samtida publiken ansågs chockerande. Niagaras mest berömda scen är ett 30 sekunder långt klipp filmat bakom Monroe där hon ses gå med vickande höfter, något som användes frekvent i filmens marknadsföring.

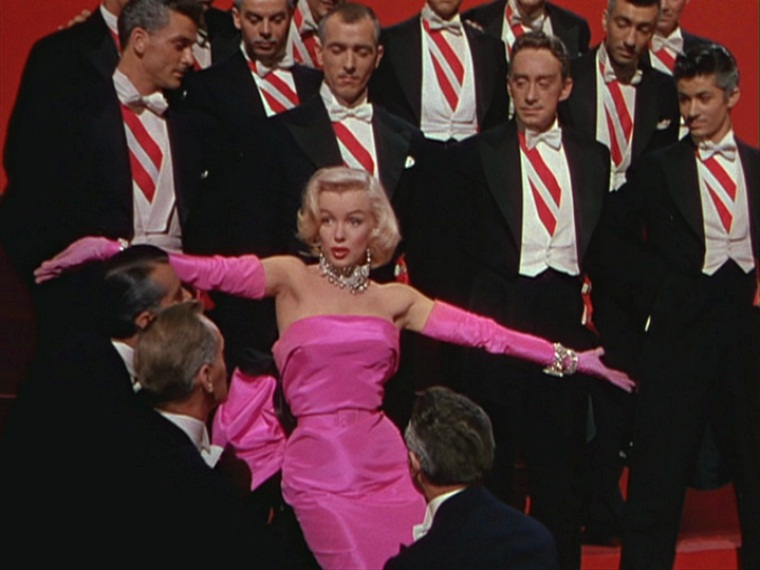
Monroe framför "Diamonds Are a Girl's Best Friend" i Herrar föredrar blondiner (1953).

När Niagara gavs ut i januari 1953 protesterade kvinnoklubbar mot filmen och såg den som omoralisk, men den visade sig vara populär bland allmänheten. Medan Variety såg filmen som "cliché" och "morbid", kommenterade The New York Times att "fröken Monroe är något att se", men att Monroe kanske inte är "den perfekta skådespelerskan just nu ... hon kan vara förförisk — även när hon går". Monroe fortsatte att locka uppmärksamhet genom att bära avslöjande kläder, mest känt vid Photoplay Awards i januari 1953, där hon vann priset "Fastest Rising Star". Hon bar en tät laméklänning i guld, som fick veteranstjärnan Joan Crawford att offentligt kalla hennes beteende "ovärdigt en skådespelerska och en dam".
Niagara gjorde Monroe till en sexsymbol och etablerade hennes "look" medan hennes andra film från 1953, den satiriska musikalkomedin Herrar föredrar blondiner, cementerade hennes filmpersona som "dum blondin". Filmen var baserad på Anita Loos roman och dess Broadwayversion och handlar om två "guldgrävande" showgirls, spelade av Monroe och Jane Russell. Monroes roll var ursprungligen avsedd för Betty Grable, som hade varit 20th Century Fox mest populära "blonda bombnedslag" på 1940-talet; Monroe gick dock snabbt förbi henne i popularitet och gillades av både den manliga och kvinnliga publiken. Som en del av filmens reklamkampanj pressade hon och Russell sina händer och fötter i våt betong utanför Grauman's Chinese Theatre i juni 1953. Herrar föredrar blondiner gavs ut strax därpå och blev en av årets största framgångar på biograferna. Crowther från The New York Times och William Brogdon från Variety var båda positiva av Monroes insats och noterade särskilt hennes framförande av "Diamonds Are a Girl's Best Friend".
I september gjorde Monroe TV-debut i Jack Benny Show där hon spelade Jacks fantasikvinna i avsnittet "Honolulu Trip". Hon spelade också tillsammans med Betty Grable och Lauren Bacall i sin tredje film för året, Hur man får en miljonär, som gavs ut i november. I den spelade Monroe en naiv modell som samarbetar med sina vänner för att hitta rika män, och upprepade därmed den framgångsrika formeln för Herrar föredrar blondiner. Det var den andra filmen någonsin att ges ut i Cinemascope, ett widescreenformat som Fox hoppades skulle locka tillbaka publiken till biografer när TV alltmer började konkurrera med filmbolagen. Trots blandad kritik från recensenter var filmen Monroes största ekonomiska framgång vid den punkten i hennes karriär.
Monroe noterades i den årliga Top Ten Money Making Stars Poll både 1953 och 1954, och enligt Foxhistorikern Aubrey Solomon blev hon bolagets "största tillgång" tillsammans med Cinemascope. Monroes status som en ledande sexsymbol bekräftades i december 1953, när Hugh Hefner hade henne på omslaget och mittuppslaget i det första numret av Playboy; Monroe godkände inte publiceringen. Omslagsbilden var ett fotografi taget av henne vid Miss America-paraden 1952, och mittuppslaget var ett av hennes nakenfotografier från 1949. 

### 1954–1955: Filmbolagsfejd och giftermål med Joe DiMaggio
Monroe hade blivit en av Fox största stjärnor på 1900-talet, men hennes kontrakt hade inte ändrats sedan 1950, vilket innebar att hon dels fick mycket mindre betalt än andra stjärnor med liknande status, samt att hon inte kunde välja vilka projekt hon ville. Hennes försök att agera i filmer som inte skulle fokusera på henne som en sexsymbol förhindrades av studiochefen, Darryll F. Zanuck, som starkt ogillade henne och inte trodde att hon skulle ge bolaget lika mycket intäkter i andra typer av roller. Efter att ha blivit pressad av studioägaren, Spyros Skouras, hade Zanuck också beslutat att Fox uteslutande skulle fokusera på underhållning för att maximera sina vinster och avbryta produktioner av mer ”seriösa filmer”. I januari 1954 stängde han av Monroe när hon vägrade att medverka i ännu en musikalkomedi, The Girl in Pink Tights.

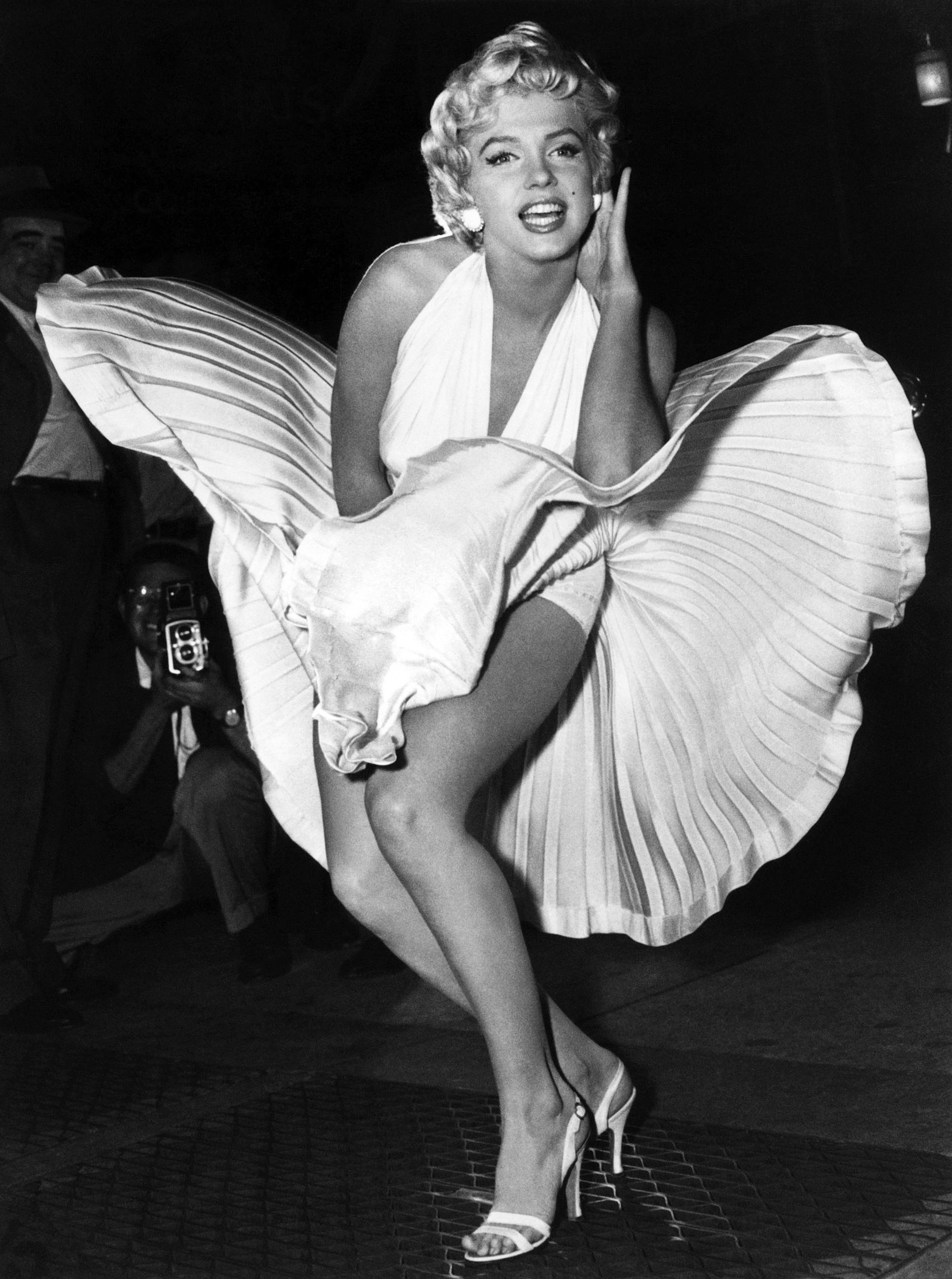
Monroe i sin vita klänning, under inspelningarna av Flickan ovanpå (1955).

Detta blev nyhetsstoff på förstasidor och Monroe vidtog omedelbart åtgärder för att motverka negativ publicitet. Den 14 januari gifte hon sig och Joe DiMaggio i San Franciscos stadshus. De reste sedan till Japan och kombinerade en smekmånad med hans affärsresa. Från Tokyo reste hon ensam till Korea, där hon deltog i ett evenemang av United Service Organizations där hon sjöng låtar från sina filmer för över 60 000 amerikanska marinsoldater under en fyradagarsperiod. Efter att ha återvänt till USA tilldelades hon Photoplays pris "Most Popular Female Star". Monroe gjorde upp med Fox i mars, med löfte om ett nytt avtal, en bonus på 100 000 dollar och en huvudroll i filmversion av Broadwaysuccén Flickan ovanpå.
I april 1954 hade Otto Premingers westernfilm Floden utan återvändo premiär, det var den sista filmen som Monroe hade medverkat i innan hon blev avstängd. Hon kallade den för en "cowboyfilm i Z-klass där skådespeleriet fick stå åt sidan för till scendekor och processen för Cinemascope", men filmen var populär bland allmänheten. Den första filmen hon gjorde efter avstängningen var musikalen Sex i elden, som hon ogillade starkt men som bolaget krävde att hon medverkade i efter att ha vägrat The Girl in Pink Tights. Filmen hade premiär i slutet av 1954 och blev ingen större framgång, Monroes insats betraktades som vulgär av många kritiker.
I september 1954 började Monroe att filma Billy Wilders komedi Flickan ovanpå, där hon spelade en kvinna som blir föremål för sin gifta grannes (Tom Ewell) sexuella fantasier. Filmen spelades in i Hollywood, men för att generera mer exponering beslutade filmbolaget att iscensätta inspelningen av en scen där Monroe stod ovanpå ett ventilationsgaller ovanför tunnelbanan där luft blåste upp kjolen på hennes vita klänning på Lexington Avenue i Manhattan. Inspelningen varade i flera timmar och lockade nästan 2 000 åskådare. "Tunnelbanescenen" blev en av Monroes mest berömda och Flickan ovanpå blev en av årets största kommersiella framgångar efter att den haft premiär i juni 1955.
Reklamstuntet gjorde att Monroe blev förstasidesstoff världen över och det blev också slutet på hennes äktenskap med DiMaggio, som inte tyckte om det. Äktenskapet hade varit problematiskt från början på grund av hans svartsjuka och kontrollerande attityd; hon blev också utsatt för fysiskt misshandel. Efter att ha återvänt till Hollywood från New York ansökte Monroe i oktober 1954 om skilsmässa efter nio månaders äktenskap.
Efter att ha filmat klart Flickan ovanpå i november 1954, lämnade Monroe Hollywood för östkusten, där hon och fotografen Milton Greene grundade ett eget produktionsbolag, Marilyn Monroe Productions (MMP) – en åtgärd som senare har kallats "instrumentell" för filmbolagssystemets kollaps. Monroe uppgav att hon var "trött på samma gamla sexroller" och hävdade att hon inte längre hade kontrakt med Fox, eftersom de inte fullgjort sina förpliktelser såsom att betala den utlovade bonusen. Detta inledde en årslång kontraktsfejd mellan henne och Fox i januari 1955. Pressen förlöjligade i hög grad Monroe och hon parodierades i Broadwaypjäsen Will Success Spoil Rock Hunter? (1955), där hennes lookalike Jayne Mansfield spelade en dum skådespelerska som startar ett eget produktionsbolag.
Efter att ha grundat MMP flyttade Monroe till Manhattan och tillbringade 1955 med skådespelarstudier. Hon tog kurser med Constance Collier och deltog i workshops om Method Acting i Actors Studio, som drevs av Lee Strasberg. Hon fick en nära relation med Strasberg och hans fru Paula och fick privatlektioner i deras hem på grund av hennes blyghet och blev snart en familjemedlem. Hon ersatte sin gamla skådespelarcoach, Natasha Lytess, med Paula; Strasbergs förblev ett viktigt inflytande för Monroe för resten av hennes karriär. Monroe började också genomgå psykoanalys, då Strasberg tyckte att en skådespelare måste konfrontera sina känslomässiga trauman och använda dem i sina insatser.
Monroe fortsatte sin relation med DiMaggio trots den pågående skilsmässan; hon dejtade också skådespelaren Marlon Brando och dramaturgen Arthur Miller. Hon introducerades först till Miller av Elia Kazan i början av 1950-talet. Affären mellan Monroe och Miller blev alltmer seriös efter oktober 1955, då hennes skilsmässa slutfördes och han skilde sig från sin fru. Bolaget uppmanade Monroe att avsluta relationen, då Miller undersöktes av FBI för anklagelser om kommunism och hade stämts av House Un-American Activities Committee, men Monroe vägrade. Förhållandet ledde till att FBI öppnade en fil om henne.
I slutet av året undertecknade Monroe och Fox ett nytt sjuårsavtal, eftersom MMP inte skulle kunna finansiera filmer ensamma, och för att Fox var angelägna om att få Monroe att arbeta för dem igen. Fox skulle betala henne 400 000 dollar för fyra filmer och gav henne rätten att välja sina egna projekt, regissörer och filmografer. Hon skulle också få göra en film med MMP per varje avslutad film för Fox.

### 1956–1959: Kritikerhyllningar och giftermål med Arthur Miller

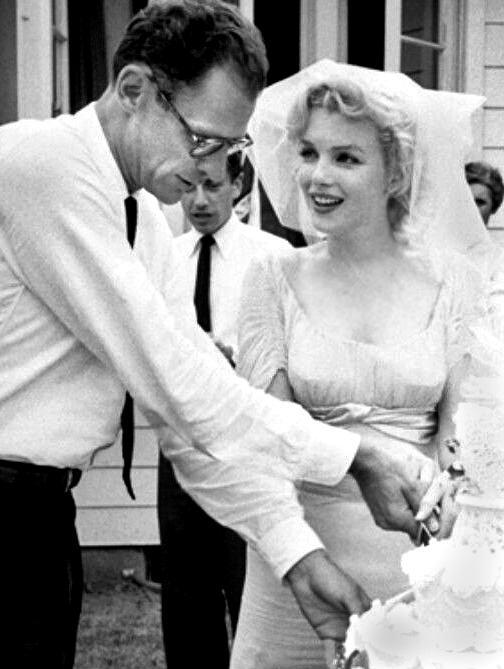
Monroe gifte sig med Arthur Miller i juni 1956.

Monroe började 1956 genom att tillkännage sin seger över 20th Century Fox. Pressen skrev nu positivt om hennes beslut att stå upp emot filmbolaget; Time kallade henne för en "smart affärskvinna" och Look förutspådde att vinsten skulle vara "ett exempel på individen mot massan i många år framöver". Däremot fick Monroes förhållande med Miller negativa kommentarer, till exempel Walter Winchells uttalande om att "Amerikas mest kända blonda filmstjärna är nu den vänstra intelligentsians älskling."
I mars började Monroe att filma dramat Bus Stop, hennes första film under det nya avtalet. Hon spelade Chérie, en salonsångare vars drömmar om att bli en stjärna kompliceras av en naiv cowboy som blir förälskad i henne. För denna roll lärde hon sig Ozarkdialekt, valde kostymer och smink som saknade glamouren från hennes tidigare filmer och gjorde medvetet mediokra sång- och dansinsatser. Broadwayregissören Joshua Logan gick med på att regissera filmen, trots att han initialt var osäker på Monroes skådespelarförmågor samt att han kände till hennes rykte av att vara svårarbetad. Inspelningen ägde rum i Idaho och Arizona, med Monroe som "tekniskt ansvarig" chef för MMP. Ibland fattade hon beslut om kinematografin och Logan fick anpassa sig till att hon ständigt kom försent samt hennes perfektionism. Denna erfarenhet ändrade Logans åsikt om Monroe och han jämförde henne senare med Charlie Chaplin i hennes förmåga att blanda komedi och tragedi.
Den 29 juni gifte sig Monroe och Miller vid Westchester County Court i White Plains, New York; två dagar senare hade de en judisk ceremoni hemma hos Kay Brown, Millers agent, i Waccabuc, New York. Med äktenskapet konverterade Monroe till judendomen, vilket ledde till att Egypten förbjöd alla hennes filmer. På grund av Monroes status som sexsymbol och att Miller sågs som intellektuell såg media de båda som omaka – Variety skrev i en rubrik: "Ägghuvud gifter sig med timglas".
Bus Stop hade premiär i augusti 1956 och blev en framgång såväl kritiskt som kommersiellt. The Saturday Review of Literature skrev att Monroes insats "en gång för alla effektivt slår bort föreställningen att hon bara är en glamourpersonlighet" medan Crowther förkunnade: "Håll fast er i era stolar allihop, och gör er redo för en överraskning. Marilyn Monroe har äntligen bevisat sig själv som skådespelerska." Hon fick också en Golden Globe-nominering för bästa skådespelerska för sin rollprestation.

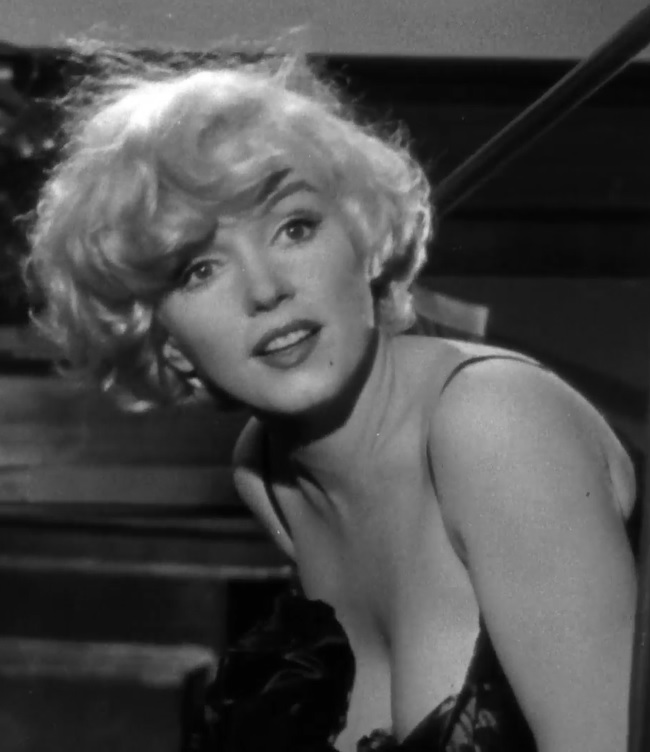
Monroe i I hetaste laget (1959).

I augusti började Monroe också filma MMP:s första oberoende produktion, Prinsen och balettflickan, vid Pinewood Studios i England. Den var baserad på en pjäs om en affär mellan en balettflicka och en prins på 1910-talet, med Laurence Olivier som regissör, samproducent och skådespelare. Produktionen kompliceras av konflikter mellan honom och Monroe. Han irriterade henne med det nedlåtande uttalandet att "Allt du behöver göra är att vara sexig" samt hans försök att få henne att återskapa Vivien Leighs tolkning av karaktären i pjäsversionen. Han ogillade också Paula Strasberg, Monroes skådespelarcoach, ständiga närvaro. Som hämnd blev Monroe osamarbetsvillig och började medvetet komma sent, hon sade senare att "om du inte respekterar dina artister, kan de inte arbeta bra."
Monroe upplevde också andra problem under produktionen. Hennes beroende av läkemedel eskalerade och enligt Spoto fick hon ett missfall. Hon och Greene bråkade också över hur MMP skulle drivas. Trots problemen avslutades inspelningarna i tid i slutet av 1956. Prinsen och balettflickan gavs ut till ett blandat mottagande i juni 1957 och blev inte särskilt populär bland den amerikanska publiken. Den mottogs bättre i Europa, där hon belönades med det italienska David di Donatello och det franska Césarpriset samt nominerades till en BAFTA.
Efter att ha återvänt från England gjorde Monroe ett 18-månaders uppehåll för att koncentrera sig på familjelivet. Hon och Miller delade sin tid mellan New York, Connecticut och Long Island. Hon hade en ektopisk graviditet i mitten av 1957, och ett missfall ett år senare; dessa problem var troligtvis kopplade till hennes endometrios. Monroe blev också under en kort tid inlagd på sjukhus på grund av en överdos av barbiturater. Då hon och Greene inte kunde lösa sina oenigheter om MMP, köpte Monroe hans andel i bolaget.
Monroe återvände till Hollywood i juli 1958 för att agera mot Jack Lemmon och Tony Curtis i Billy Wilders komedi om könsroller, I hetaste laget. Hon såg rollen som Sugar Kane som ytterligare en "dum blondin", men accepterade den då hon uppmuntrats av Miller och att hon också fått erbjudandet om tio procent av filmens intäkter, utöver hennes standardlön. Filmens svåra produktion har sedan dess blivit "legendarisk". Monroe krävde dussintals omtagningar, glömde bort sina repliker, och agerade inte enligt instruktioner – Curtis uttalade berömt att kyssa henne var "som att kyssa Hitler" på grund av antalet omtagningar. Monroe själv liknade produktionen med ett sjunkande fartyg och kommenterade sina motspelare och regissör och sa "[men] varför skulle jag oroa mig, jag har ingen fallossymbol att förlora." Många av problemen härstammade från att hon och Wilder – som också hade ett rykte för att vara svår att arbeta med – inte kunde enas om hur hon skulle spela rollen. Hon irriterade honom genom att be om att ändra många av hennes scener, vilket i sin tur försvårade hennes scenskräck, och det har spekulerats i att hon medvetet förstörde flera tagningar för att få dem på sitt sätt.
I slutändan var Wilder nöjd med Monroes prestation och sade: "Vem som helst kan komma ihåg repliker, men det krävs en riktig artist för att komma till uppsättningen och inte veta hennes repliker och ändå göra den insatsen hon gjorde!" I hetaste laget blev en kritisk och kommersiell framgång när den gavs ut i mars 1959. Monroes insats gav henne en Golden Globe Award för bästa kvinnliga huvudroll – musikal eller komedi, och fick Variety att kalla henne "en komiker med kombinationen av sexappeal och timing som bara inte kan slås". Filmen har utsetts till en av de bästa filmerna som någonsin gjorts i undersökningar av BBC, American Film Institute, och Sight & Sound.

### 1960–1962: De sista åren

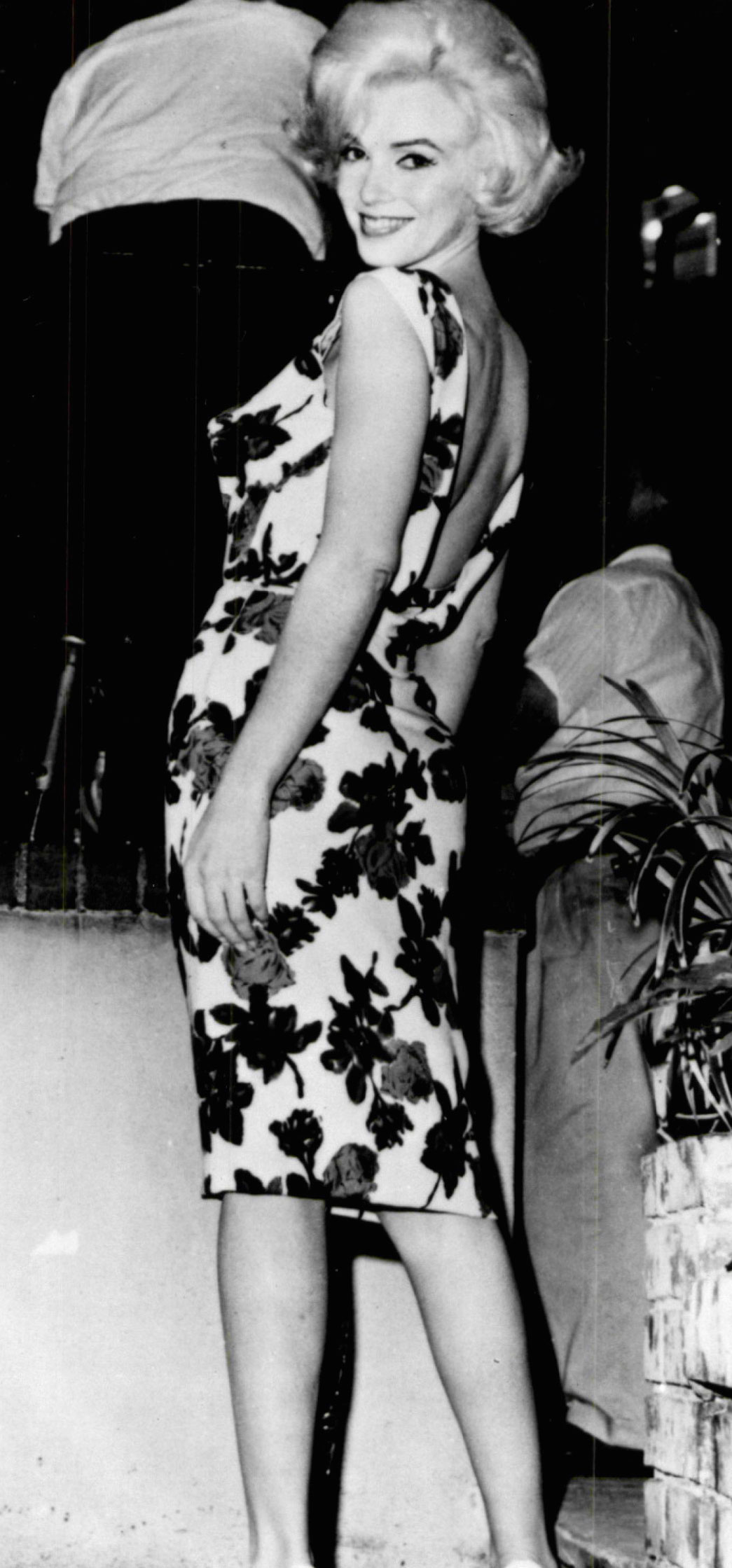
Monroe under inspelningen av Something's Got to Give (1962).

Efter I hetaste laget tog Monroe ytterligare en paus fram till slutet av 1959, då hon spelade huvudrollen i musikalkomedin Låt oss älska. Hon valde George Cukor som regissör och Miller skrev om delar av manuset, som hon ansåg vara svagt; hon accepterade rollen endast för att hon låg efter i sitt kontrakt med Fox. Filmens produktion försenades på grund av att hon ofta var frånvarande. Under inspelningen hade Monroe en utomäktenskaplig affär med sin motspelare Yves Montand, vilket rapporterades i pressen och också användes i filmens publicitetskampanj. Låt oss älska var ingen succé när den gavs ut i september 1960; Crowther beskrev Monroe som att hon verkade "ganska orolig" och att hon "saknar ... den gamla Monroe-dynamiken", och Hedda Hopper kallade filmen "den mest vulgära film [Monroe] någonsin gjort". Truman Capote lobbade för att Monroe skulle få spela Holly Golightly i en filmadaption av Frukost på Tiffany's, men rollen gick till Audrey Hepburn eftersom dess producenter fruktade att hon skulle komplicera produktionen.
Den sista filmen som Monroe avslutade var John Hustons De missanpassade, som Miller hade skrivit för att ge henne en dramatisk roll. Hon spelade en nyskild kvinna som blir vän med tre åldrade cowboys, spelade av Clark Gable, Eli Wallach och Montgomery Clift. Inspelningen i Nevadaöknen mellan juli och november 1960 var återigen svår. Monroe och Millers äktenskap var över, och han inledde en ny relation med fotografen Inge Morath. Monroe tyckte inte om att han delvis hade baserat hennes roll på hennes liv och tyckte att den var underlägsen de manliga rollerna; hon kämpade också med Millers vana att skriva om scener natten innan filmningen. Hennes hälsa blev också sämre – hon hade ont på grund av gallsten och hennes narkotikamissbruk var så svårt, att hennes smink ofta applicerades medan hon fortfarande sov under påverkan av barbiturater. I augusti stoppades filminspelningen för att hon skulle få tillbringa en vecka på sjukhus för avgiftning. Trots sina problem sade Huston att när Monroe agerade, "låtsades hon inte sina känslor. Det var på riktigt. Hon gick djupt ner i sig själv och hittade det och förde det upp till medvetandet."

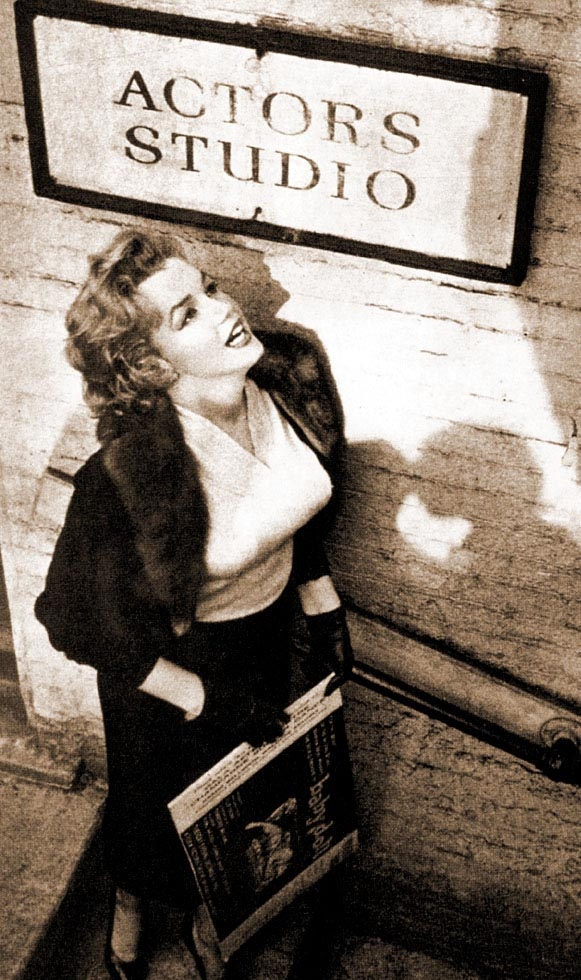
Monroe vid Actors Studio 1961.

Monroe och Miller skilde sig efter att filminspelningen var över, och hon fick en mexikansk skilsmässa i januari 1961. De missanpassade gavs ut följande månad och blev ett misslyckande. Den fick blandade recensioner. Variety klagade över en "hackig" karaktärsutveckling, och Bosley Crowther kallade Monroe "helt blank och ofattbar" och sade att "för filmens struktur, vänds tyvärr allt på henne". Den har dock fått gynnsamma recensioner under 2000-talet. Geoff Andrew från British Film Institute har kallat den för en klassiker, Monroes insats har också beskrivits som den "mest mogna tolkningen i hennes karriär" och Geoffrey McNab från The Independent har berömt henne för att vara "extraordinär" i att porträttera karaktärens empati.
Monroe skulle därefter haft huvudrollen i en TV-version av W. Somerset Maughams Rain för NBC, men projektet rann ut i sanden då NBC inte ville anställa Monroes val av regissör, Lee Strasberg. På grund av hälsoproblem under det första halvåret 1961 kunde Monroe inte arbeta. Hon genomgick en kolecystektomi och opererades för endometrios och tillbringade fyra veckor på sjukhus på grund av depression. Hon fick hjälp av exmannen Joe DiMaggio, med vilken hon återknöt en vänskaplig relation och dejtade i flera månader hans vän, Frank Sinatra. Monroe flyttade också permanent tillbaka till Kalifornien 1961 och köpte ett hus på 12305 Fifth Helena Drive i Brentwood, Los Angeles i början av 1962.
Monroe återvände till offentligheten under våren 1962. Hon fick en Golden Globe Award för "World Film Favorite" och påbörjade inspelningarna av en film för Fox, Something's Got to Give, en nyinspelning av Min favorithustru (1940). Den skulle samproduceras av MMP och regisseras av George Cukor med bland andra Dean Martin och Cyd Charisse i rollerna. Bara dagar innan produktionen påbörjades fick Monroe bihåleinflammation. Trots medicinsk rådgivning, att skjuta upp inspelningarna, inleddes den av Fox som planerat i slutet av april. Monroe var för sjuk för att arbeta under merparten av de följande sex veckorna. Trots intyg från flera läkare pressade bolaget henne genom att offentligt påstå, att hon fejkade sjukdomen. Den 19 maj tog hon en paus för att sjunga "Happy Birthday, Mr. President" på scenen vid president John F. Kennedys födelsedagsfirande på Madison Square Garden i New York. Hon fick uppmärksamhet för sin klädsel, en beige, tät strassklänning, vilket gjorde att hon såg ut att vara nästan naken. Monroes resa till New York gjorde att cheferna på Fox blev ännu mer irriterade då de ville att hon skulle avbryta den.
Monroe filmade därefter en scen för Something's Got to Give där hon simmade naken i en pool. För att få ökad publicitet blev pressen inbjudna att fotografera – dessa foton publicerades senare i Life. Detta var första gången som en stor stjärna hade poserat naken på toppen av sin karriär. När hon åter hade sjukfrånvaro flera dagar i följd bestämde Fox, att de inte hade råd att ha ytterligare en film efter i tidsschemat, eftersom de redan kämpade med de stigande kostnaderna för Cleopatra (1963). Den 7 juni sparkades Monroe av Fox, som också stämde henne på 750 000 dollar i skadestånd. Hon ersattes av Lee Remick, men efter att Martin vägrat att göra filmen med någon annan än Monroe blev också han stämd av Fox, som stängde ner produktionen. Bolaget anklagade Monroe för att filmen inte slutfördes och började sprida negativ publicitet om henne och påstod till och med att hon var mentalt störd.
Fox ångrade snart sitt beslut och återöppnade förhandlingarna med Monroe senare i juni; en lösning om ett nytt avtal, inklusive att återuppta Something's Got to Give och en huvudroll i den svarta komedin Drömbrud för sex (1964), nåddes senare samma sommar. Hon planerade också att ha huvudrollen i en biografisk film om Jean Harlow. För att reparera sin offentliga bild engagerade sig Monroe i flera reklamverksamheter, inklusive intervjuer för Life och Cosmopolitan, samt hennes första fotografering för Vogue. För Vogue samarbetade hon och fotografen Bert Stern för två serier av fotografier, en var en vanlig moderedaktionell fotografering medan hon poserade naken på den andra som publicerades postumt med titeln The Last Sitting.

## Död

Graven i Westwood Village Memorial Park Cemetery.

Under de sista månaderna bodde Monroe på 12305 5th Helena Drive i Brentwood i Los Angeles. Hennes hushållerska Eunice Murray sov över hos Monroe kvällen den 4 augusti 1962. Murray vaknade klockan 03:00 den 5 augusti och kände att någonting var fel. Hon såg att det lyste under Monroes sovrumsdörr, men fick inget svar och fann att dörren var låst. Murray ringde därefter Monroes psykiater, Dr. Ralph Greenson, som anlände till huset kort därpå. Han bröt sig in i sovrummet genom ett fönster där han fann Monroe död i sin säng. Monroes läkare, Dr. Hyman Engelberg, anlände till huset cirka kl 03:50 och han kunde då konstatera, att hon var död. Klockan 04:25 meddelades Los Angeles Police Department.
Monroe dog mellan 20:30 och 22:30 den 4 augusti och toxikologirapporten visade, att dödsorsaken var akut barbituratförgiftning. Hon hade 80 mg/l kloralhydrat och 45 mg/l pentobarbital (Nembutal) i blodet och 130 mg/l pentobarbital i sin lever. Tomma medicinflaskor hittades bredvid hennes säng. Möjligheten att Monroe oavsiktligt hade överdoserat utesluts då doserna, som hittades i hennes kropp var flera gånger över den dödliga gränsen.
Los Angeles County Coroners Office fick hjälp i dess utredning av Los Angeles Suicide Prevention Team, som hade expertkunskap om självmord. Monroes läkare uppgav, att hon "ofta kände sig rädd och frekvent hade depressioner" med "plötsliga och oförutsägbara humörsvängningar" och hade överdoserat flera gånger tidigare, eventuellt avsiktligt. Med dessa fakta som grund och bristen på någon indikation, att Monroe mördats klassificerade obducenten Thomas Noguchi hennes död som ett förmodat självmord.
Monroes plötsliga död blev förstasidesstoff i USA och Europa. Enligt Lois Banner "sägs det att självmordsfrekvensen i Los Angeles fördubblades månaden efter att hon dog; cirkulationsgraden för de flesta tidningar expanderade den månaden", och Chicago Tribune rapporterade att de fått hundratals telefonsamtal från allmänheten som begärde information om hennes död. Den franska artisten Jean Cocteau sade att hennes död "borde fungera som en fruktansvärd läxa för alla, vars främsta uppgift består av att spionera på och plåga filmstjärnor", hennes tidigare motspelare Laurence Olivier ansåg henne "det totala offret för ståhej och sensation" och regissören för Bus Stop, Joshua Logan, uttalade att hon var "en av världens mest ouppskattade människor". Hennes begravning, som hölls på Westwood Village Memorial Park Cemetery den 8 augusti, var privat och endast de som stått henne närmast närvarade. Begravningen arrangerades av Joe DiMaggio och Monroes affärschef Inez Melson. Hundratals åskådare trängdes på gatorna kring kyrkogården. Monroe begravdes senare vid krypta nr 24 vid Corridor of Memories.
Under de följande decennierna har flera konspirationsteorier, inklusive mord och oavsiktlig överdosering nämnts som orsaken till Monroes död. Spekulationerna om att Monroe hade mördats fick först uppmärksamhet bland allmänheten med publiceringen av Norman Mailers Marilyn: A Biography 1973, och spreds tillräckligt under de följande åren för att advokaten John Van de Kamp skulle genomföra en "tröskelundersökning" 1982 för att se om en kriminalutredning behövde inledas. Inget bevis för detta hittades dock.

## Filmpersona och kritikermottagande

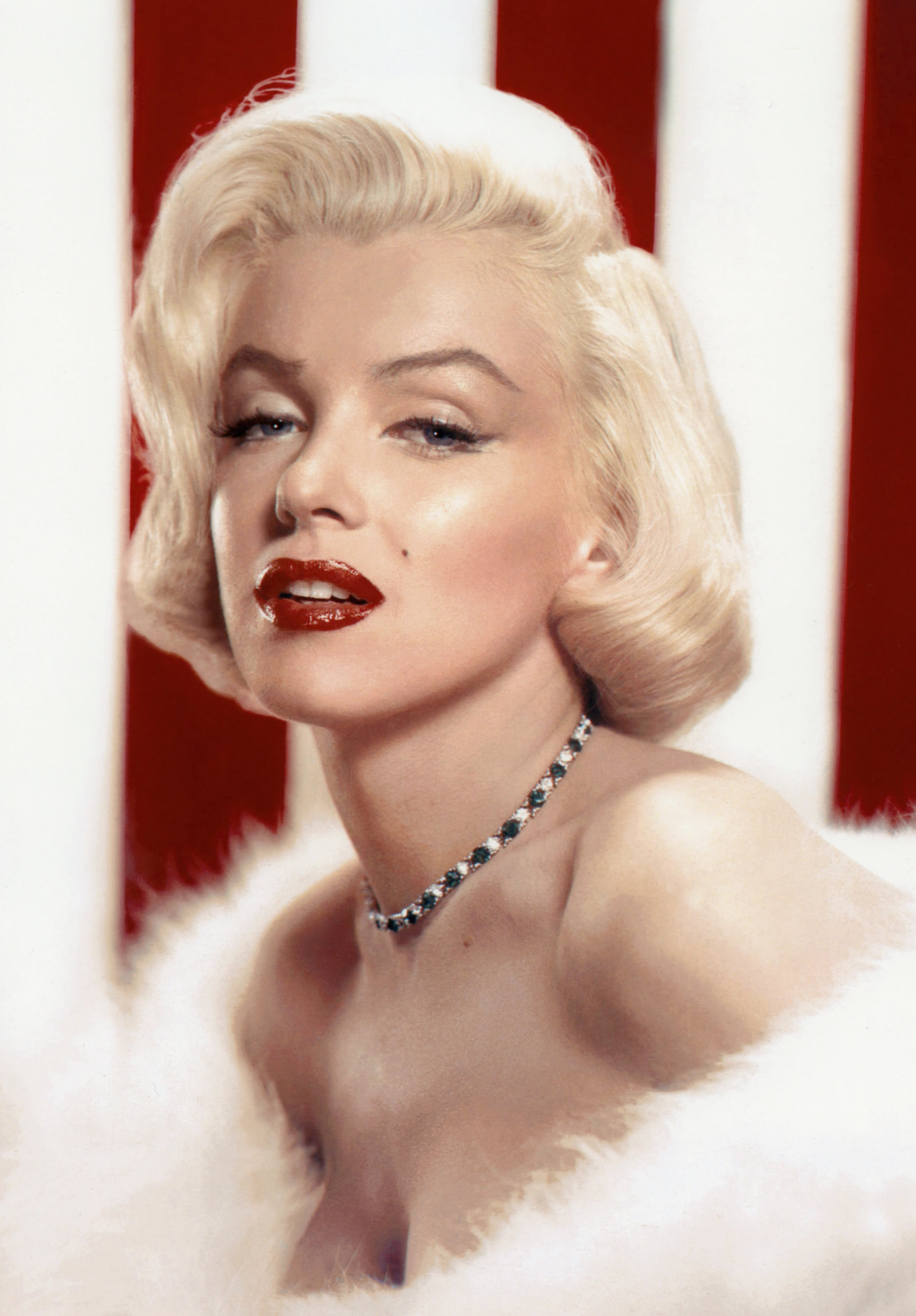
Foto av Monroe från Photoplay 1953.

1940-talet hade varit storhetstiden för skådespelerskor som upplevdes som tuffa och smarta – såsom Katharine Hepburn och Barbara Stanwyck – som vände sig till en kvinnodominerad publik under krigsåren. 20th Century Fox ville att Monroe skulle bli en stjärna i det nya decenniet som skulle locka män till biografer och såg henne som en ersättare för den åldrande Betty Grable, deras mest populära "blonda bombnedslag" på 1940-talet. Enligt filmforskaren Richard Dyer skapades Monroes stjärnpersona främst för de manliga blickarna.
Från början spelade Monroe en viktig roll i skapandet av sin offentliga image och mot slutet av sin karriär hade hon nästan full kontroll över den. Hon planerade själv många av sina reklamstrategier, blev vän med skvallerjournalister såsom Sidney Skolsky och Louella Parsons och hade kontroll över användandet av sina foton. Förutom Grable jämfördes hon ofta med en annan ikonisk blondin; filmstjärnan från 1930-talet Jean Harlow. Jämförelsen kom delvis från Monroe som hade Harlow som barndomsidol, ville spela henne i en biografisk film och till och med anställde Harlows hårstylist för att färga håret.
Monroes filmpersona fokuserade på hennes blonda hår och stereotypen som medföljde, särskilt dumhet, naivitet, sexuell tillgänglighet och artificitet. Hon använde ofta en utandande, barnslig röst i sina filmer, gav intrycket i intervjuer att allt hon sa var "helt oskyldigt och okalkylerat" och parodierade sig själv med dubbelmeningar, vilket blev känd som "Monroeism". Till exempel, när hon fick frågan vad hon hade på vid en nakenfotografering 1949, svarade hon; "jag hade på radion".
I sina filmer spelade Monroe vanligtvis "flickan", som enbart definierades av sitt kön. Hennes roller var nästan alltid körflickor, sekreterare eller modeller; yrken där "kvinnan syns för mäns behag." Monroe började sin karriär som en pinuppa och var känd för sin timglasfigur. Hon placerades ofta i filmscener så att hennes kurviga silhuett syntes och poserade ofta som en pinuppa i reklamfoton. Hennes distinkta, höftsvängande gångstil drog också uppmärksamhet till hennes kropp och gav henne smeknamnet "the girl with the horizontal walk". Monroe bar ofta vitt för att betona sin blondhet och drog till sig uppmärksamhet genom att bära avslöjande kläder som visade upp hennes figur. Hennes reklamstunts kretsade ofta kring att hennes kläder antingen var chockerande avslöjande eller till och med gick sönder, som till exempel när en axelrem på hennes klänning gick av under en presskonferens.
I presshistorier framställdes Monroe som förkroppsligandet av den amerikanska drömmen; en tjej som hade gått från en eländig barndom till att bli Hollywoodstjärna. Berättelser om hennes tid i fosterfamiljer och barnhem överdrevs och var delvis påhittade. Filmforskaren Thomas Harris skrev att hennes arbetarklassrötter och avsaknad av familj gjorde att hon framstod som mer sexuellt tillgänglig, i motsats till den samtida Grace Kelly, som också marknadsfördes som en attraktiv blondin men som, på grund av sin överklassbakgrund, sågs som en sofistikerad skådespelerska, ouppnåelig för majoriteten av de manliga tittarna.
Trots att Monroes filmpersona som en korkad, men sexuellt attraktiv, blondin var omsorgsfullt utarbetad, trodde allmänheten och filmkritiker att det var hennes riktiga personlighet. Detta blev ett hinder när hon ville ha andra typer av roller eller respekteras som affärskvinna. Akademikern Sarah Churchwell studerade berättelser om Monroe och har sagt: "Den största myten är att hon var dum. Den andra är att hon var skör. Den tredje är att hon inte kunde agera. Hon var långt ifrån dum, även om hon inte var formellt utbildad, och det var hon mycket känslig för. Hon var väldigt smart - och väldigt tuff. Hon var tvungen att vara bådadera för att besegra systemet i Hollywood på 1950-talet. [...] Den dumma blondinen var en roll – hon var skådespelerska för himmelens skull! En så bra skådespelerska att ingen nu tror att hon var något annat än vad hon skildrade på film."
Biografen Lois Banner har skrivit att Monroe ofta parodierade sin status som sexsymbol subtilt i sina filmer och offentliga framträdanden och att karaktären "Marilyn Monroe" som hon skapat var en lysande arketyp, som står mellan Mae West och Madonna i 1900-talets tradition med könstrick." Monroe uppgav själv att hon influerats av West och lärt sig "några knep från henne – intrycket av att skratta eller håna hennes egen sexualitet". Hon studerade komedi och tog lektioner av mimaren och dansaren Lotte Goslar, som var känd för sina komiska scenuppträdanden, och Goslar instruerade henne också i filmuppsättningar. I Herrar föredrar blondiner, en av filmerna där hon spelade en arketyp av dum blondin, lade Monroe till meningen "jag kan vara smart när det är viktigt, men de flesta män tycker inte om det" till sin karaktärs repliker.

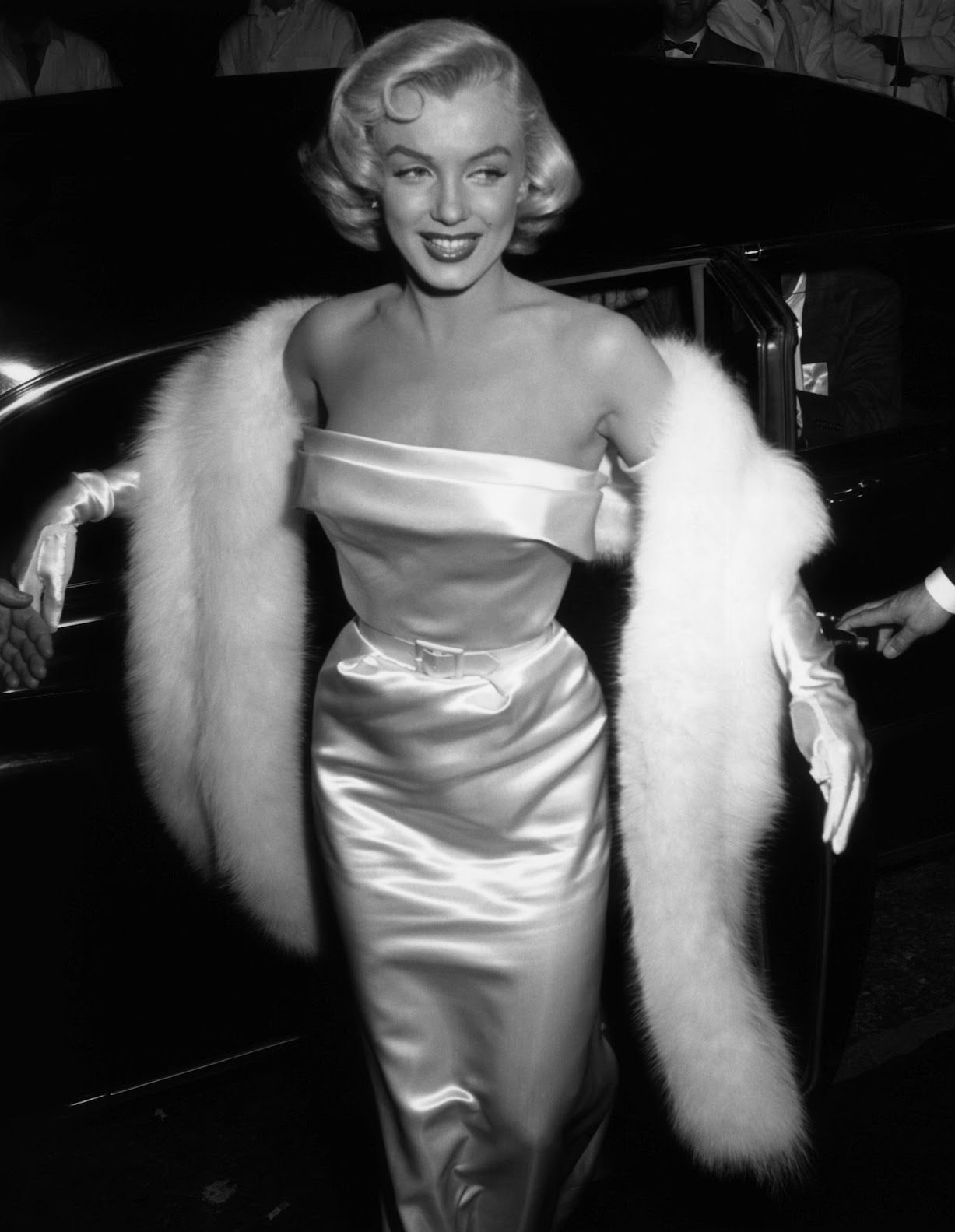
Monroe anländer till en fest i maj 1953.

Enligt Dyer blev Monroe "praktiskt taget ett hushållsnamn för sex" på 1950-talet och "hennes bild måste ligga i flödet av idéer om moral och sexualitet som kännetecknade femtiotalet i Amerika", såsom freudianska idéer om sex, Kinseyrapporterna (1953) och Betty Friedans Den feminina mystiken (1963). Genom att framstå som sårbar och omedveten om sin sexappeal var Monroe den första sexsymbolen som presenterade sex som naturligt och ofarligt, i motsats till 1940-talets femme fatales. Spoto beskriver henne på samma sätt som förkroppsligandet av "idealet av den amerikanska tjejen efter kriget, mjuk, öppet behövande, dyrkande av män, naiv, erbjuder sex utan krav", vilket upprepas i Molly Haskells uttalande om att "hon var 50-talets fiktion, lögnen att en kvinna inte hade sexuella behov, att hon är där för att tillgodose eller förbättra en mans behov." Monroes samtida Norman Mailer skrev att "Marilyn föreslog att sex kan vara svårt och farligt med andra, men som glass med henne", medan Groucho Marx karaktäriserade henne som "Mae West, Theda Bara och Bo Peep ihoprullad till en". Enligt Haskell, var Monroe mindre populär bland kvinnor än hos män på grund av sin status som sexsymbol, eftersom de "inte kunde identifiera sig med henne och inte stöttade henne", även om detta kom att förändras efter hennes död.
Dyer har också hävdat att Monroes blonda hår blev hennes avgörande drag eftersom det då blev entydigt vilken "ras" hon tillhörde, och hon var uteslutande vit precis då medborgarrättsrörelsen började, samt att hon borde ses som symbol för rasism i 1900-talets populärkultur. Banner höll med om att det kanske inte var en tillfällighet att Monroe lanserade en trend av platinablonda skådespelerskor under medborgarrättsrörelsen, men har också kritiserat Dyer och påpekat att Monroe i sitt väl publicerade privatliv associerades med människor som sågs som "etniskt vita", såsom Joe DiMaggio (italiensk-amerikansk) och Arthur Miller (judisk). Enligt Banner utmanade hon ibland rådande rasnormer i sina fotograferingar; till exempel i en bild som publicerades i Look 1951, där hon i avslöjande kläder övade med den afroamerikanska sångpedagogen Phil Moore.
Monroe uppfattades som en specifik amerikansk stjärna, "en nationell institution lika välkänd som hot dog, äppelpaj eller baseball" enligt Photoplay. Banner kallade henne symbolen för populuxe, en stjärna vars glada och glamorösa offentliga bild "hjälpte nationen att hantera sin paranoia på 50-talet om kalla kriget, atombomben och det totalitära kommunistiska Sovjetunionen." Historikern Fiona Handyside skrev att den franska kvinnliga publiken förknippade vithet/blondhet med amerikansk modernitet och renlighet, och så kom Monroe att symbolisera en modern, "befriad" kvinna vars liv äger rum i den offentliga sfären. Filmhistorikern Laura Mulvey har skrivit om henne som ett stöd för amerikansk konsumentkultur: "Om Amerika skulle exportera glamourdemokratin till efterkrigstidens fattiga Europa, skulle filmerna vara dess butiksfönster ... Marilyn Monroe, med alla sina amerikanska attribut och sin strömlinjeformade sexualitet, kom i en enda bild att framställa detta komplexa gränssnitt av det ekonomiska, det politiska och det erotiska. I mitten av 1950-talet stod hon för klasslös glamour som var tillgänglig för alla som använde amerikansk kosmetika, nylon och peroxid."
20th Century Fox tjänade ytterligare på Monroes popularitet genom att få fram flera skådespelerskor med liknade utseende, till exempel Jayne Mansfield och Sheree North. Andra filmbolag försökte också skapa sina egna Monroes:  Universal Pictures med Mamie Van Doren, Columbia Pictures med Kim Novak, och Rank Organization med Diana Dors.

## Eftermäle
Enligt The Guide to United States Popular Culture, "som en ikon för den amerikanska populärkulturen, är Elvis Presley och Musse Pigg två av Monroes få rivaler i popularitet  ... ingen annan stjärna har någonsin inspirerat ett sådant brett spektrum av känslor – från lust till synd, från avund till ånger." Konsthistorikern Gail Levin sade att Monroe kan ha varit "den mest fotograferade personen på 1900-talet", och American Film Institute har utsett henne till den sjätte största kvinnliga filmlegenden i amerikansk filmhistoria. Smithsonian Institution har inkluderat henne på sin lista över de "100 mest betydelsefulla amerikanerna genom tiderna", och både Variety och VH1 har rankat henne som topp tio över 1900-talets största popkulturikoner.
Hundratals böcker har skrivits om Monroe. Hon har varit föremål för filmer, pjäser, operor och sånger och har påverkat artister såsom Andy Warhol och Madonna. Hon är också ett värdefullt varumärke: hennes bild och namn har licensierats för hundratals produkter, och hon har varit med i reklam för varumärken som Max Factor, Chanel, Mercedes-Benz och Absolut Vodka.
Monroes bestående popularitet är kopplat till hennes motstridiga offentliga image. Å ena sidan förblir hon en sexsymbol, skönhetsikon och en av de mest berömda stjärnorna i Hollywoods klassiska filmera.  Å andra sidan blir hon också ihågkommen för sitt oroliga privatliv, instabila barndom, kamp för respekt som skådespelare, samt hennes död och konspirationsteorierna kring den. Hon har omskrivits av forskare och journalister som är intresserade av kön och feminism; dessa författare inkluderar Gloria Steinem, Jacqueline Rose, Molly Haskell, Sarah Churchwell, och Lois Banner. Vissa, som Steinem, har sett henne som ett offer för filmbolagssystemet. Andra, som Haskell, Rose, och Churchwell, har i stället betonat Monroes aktiva roll i sin karriär och hennes deltagande i skapandet av sin offentliga persona.
På grund av kontrasten mellan sin roll som filmstjärna och sitt oroliga privatliv är Monroe nära kopplad till bredare diskussioner om moderna fenomen som massmedia, berömmelse och konsumentkultur. Enligt akademikern Susanne Hamscha har Monroe fortsatt relevans för pågående diskussioner om det moderna samhället och hon är "aldrig belägen helt på en och samma tid eller plats", men har blivit "en yta som berättelser om amerikansk kultur kan bli återkonstruerade på" och "fungerar som en kulturell typ som kan reproduceras, omvandlas, översättas till nya sammanhang och antas av andra människor". På ett liknande sätt har Banner kallat Monroe för den "eviga formförvandlaren" som återskapas av "varje generation, till och med varje individ ... till sina egna specifikationer".
Monroe förblir en kulturell ikon, men kritiker är splittrade om hennes arv som skådespelare. David Thomson kallade hennes verk "obetydliga" och Pauline Kael skrev att hon inte kunde agera, utan snarare "använde sin brist på färdigheter som skådespelare för att roa allmänheten. Hon hade vett eller krasshet eller desperation att göra cheesecake till skådespeleri – och vice versa; hon gjorde vad andra hade den 'goda smaken' att inte göra". I motsats skrev Peter Bradshaw att Monroe var en begåvad komiker som "förstod hur komedin uppnådde dess effekter", och Roger Ebert skrev att "Monroes excentricitet och neuroser på filmuppsättningar blev beryktade, men bolagen stod ut med henne längre än med någon annan skådespelerska som kanske skulle ha blivit svartlistad, för det de fick tillbaka på film var magiskt". På ett liknande sätt har Jonathan Rosenbaum uttalat att "hon undergick det sexistiska innehållet i sitt material subtilt" och att "svårigheten som vissa människor har om Monroes intellekt som skådespelare verkar förankrad i ideologin i en förtryckande era då superfeminina kvinnor inte skulle vara smarta".
Asteroiden 3768 Monroe är uppkallad efter henne.

## Filmografi
- 1947 – Dangerous Years
- 1948 – Tjo, vad vi har livat!
- 1948 – Ladies of the Chorus
- 1949 – Sardinmysteriet
- 1950 – Vilda takter i Tomahawk
- 1950 – I asfaltens djungel
- 1950 – Sista ronden
- 1950 – Johnny gör sensation
- 1950 – Allt om Eva
- 1951 – Home Town Story
- 1951 – Plats för skratt
- 1951 – Love Nest
- 1951 – Gift dej mamma
- 1952 – Urladdning
- 1952 – Vi är inte gifta!
- 1952 – Drama på hotell
- 1952 – Livets glada karusell
- 1952 – Föryngringsprofessorn
- 1953 – Niagara
- 1953 – Herrar föredrar blondiner
- 1953 – Hur man får en miljonär
- 1954 – Floden utan återvändo
- 1954 – Sex i elden
- 1955 – Flickan ovanpå
- 1956 – Bus Stop
- 1957 – Prinsen och balettflickan
- 1959 – I hetaste laget
- 1960 – Låt oss älska
- 1961 – De missanpassade
- 1962 – Something's Got to Give